# Islay Airport
Islay Airport är en flygplats i Storbritannien.   Den ligger i kommunen Argyll and Bute och riksdelen Skottland, i den västra delen av landet, 600 km nordväst om huvudstaden London. Islay Airport ligger 16 meter över havet. Den ligger på ön Islay.
Terrängen runt Islay Airport är platt åt sydväst, men åt nordost är den kuperad. Havet är nära Islay Airport västerut. Runt Islay Airport är det glesbefolkat, med 8 invånare per kvadratkilometer.